# Hyles centralasiae

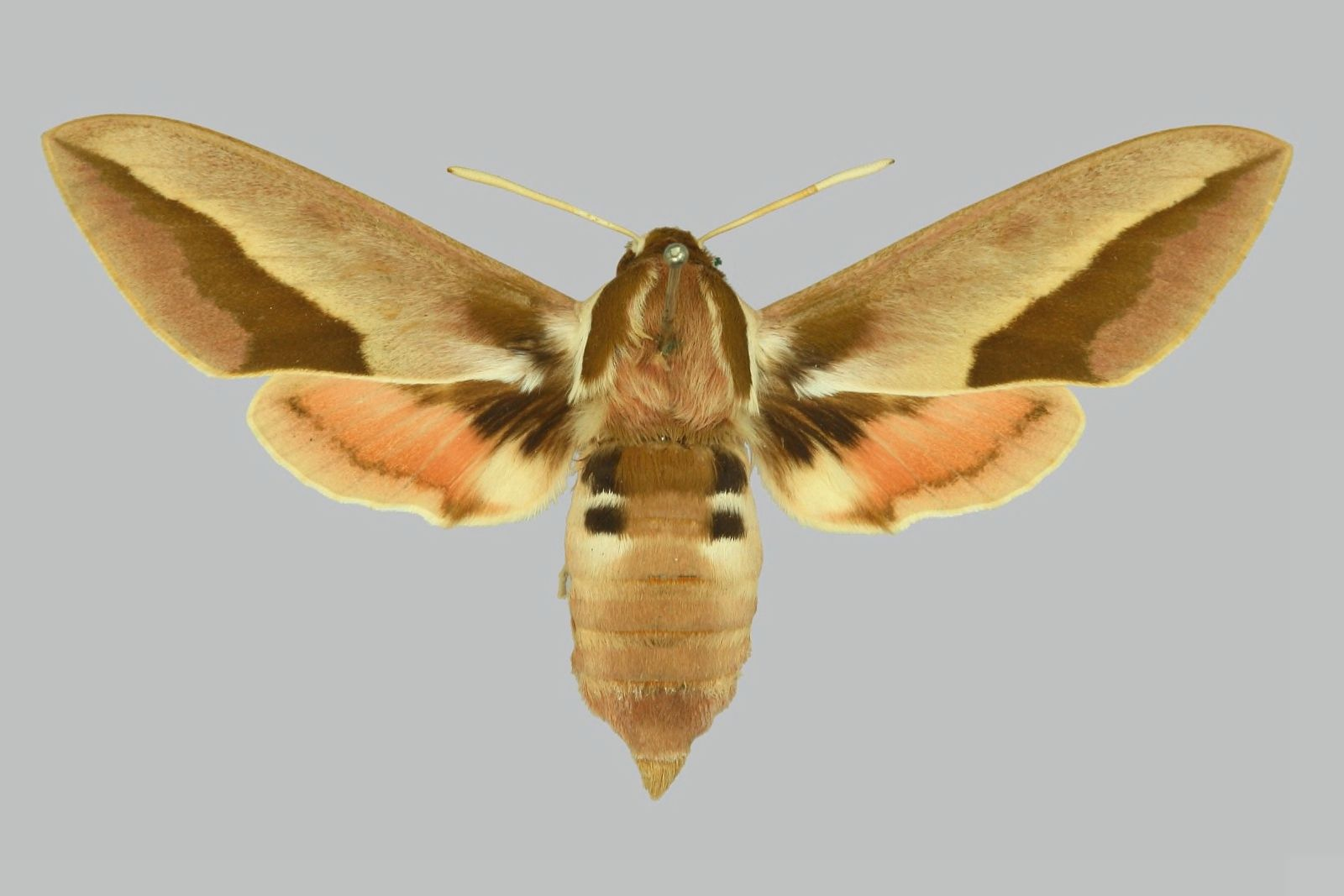
Hyles centralasiae, Weibchen

Hyles centralasiae ist ein Schmetterling (Nachtfalter) aus der Familie der Schwärmer (Sphingidae). Die Art wurde ursprünglich als Unterart von Hyles siehei beschrieben, gilt mittlerweile aber als eigenständige Art.

## Merkmale
Die Falter haben eine Flügelspannweite von 60 bis 75 Millimetern. Sie sehen sehr blass gefärbten Hyles euphorbiae euphorbiae ähnlich, die blasse Medialbinde reicht jedoch bis zur Costa und wird nur zwei- statt dreimal, nämlich basal und mittig durch olivgrüne Bereiche unterbrochen. Das erste Glied der Tarsen der Vorderbeine ist kürzer als bei Hyles euphorbiae und trägt weniger, aber längere Sporne.
Die nahezu kugeligen Eier sind mit einem Durchmesser von weniger als einem Millimeter sehr klein. Sie sind blass grün und glänzen. Die Raupen werden 70 bis 80 Millimeter lang und treten überwiegend in einer blass grauen oder cremefarbenen Farbvariante auf. Anfangs sind sie 2,5 Millimeter lang und blass sandfarben bis orange gefärbt und haben ein schwärzliches, kurzes, nach oben gerichtetes Analhorn. Der Kopf, die Beine und das Thorakalschild sind ebenso schwärzlich. Ihr Körper trägt Reihen von ebenso gefärbten Setae. Der Kopf und die Thoraxsegmente sind grünlich getönt. Im zweiten Stadium haben die Raupen eine olivgrüne oder dunkelgraue Grundfarbe und tragen blass gelbe dorso-laterale Linien, die Ansätze von Augenflecken erkennen lassen. Eine weitere blass gelbe Längslinie verläuft ventro-lateral. Am Rücken kann man eine rote Rückenlinie erahnen. Im dritten Stadium sind die Raupen ähnlich gefärbt, haben jedoch eine blass gräulich grüne bis grünlich olive bis nahezu schwarze Grundfarbe. Die dorso-laterale Linie ist deutlicher ausgebildet und die Augenflecke sind rein weiß oder weiß mit gelbem Kern. Außerdem tritt eine weißliche ventro-laterale Längslinie hervor. Der Kopf, Nachschieber und die Rückenlinie sind blass-orange. Im vierten Stadium reicht die Grundfarbe von blass-grau bis schwarz. Die Raupen sind weiß gesprenkelt und tragen eine dorso-laterale Linie aus runden, schwarz umrandeten, außergewöhnlich weißen Augenflecken. Die dorso-laterale Linie selbst fehlt, aber die ventro-laterale ist dafür deutlicher ausgebildet, dies insbesondere bei der dunklen Form. Kopf, Beine, Analhorn und Thorakalschild sind entweder dunkelbraun oder schwarz. Ausgewachsene Raupen sind blass grau oder cremefarben und haben manchmal am Rücken einen rosa Schimmer. Beidseits des Rückens verläuft eine Linie aus großen, blütenweißen, schwarz umrandeten Augenflecken. Analhorn, Kopf, Beine und Nachschieber sind rot oder schwarz. Die Stigmen sind weiß und rot umrandet. Die Puppe ist 40 bis 50 Millimeter lang und blass braun gefärbt.

## Vorkommen
Die Art ist vom Nordosten des Iran, dem Süden Turkmenistans, dem bergigen Osten Usbekistans und Süden Kasachstans sowie Kirgistan bis in den Norden und Osten Afghanistans, dem Westen Pakistans, dem Norden von Xinjiang und dem Südwesten der Mongolei verbreitet. Obwohl die Art ziemlich häufig ist, ist ihre Verbreitung auf Grund der schwierigen Abgrenzung zu nahe verwandten Arten noch nicht vollständig geklärt.
Besiedelt werden ausschließlich Lebensräume wo Steppenkerzen (Eremurus) häufig auf steinigen Hängen wachsen. Im Nordiran findet man die Art in der Regel in 1000 bis 2500 Meter Seehöhe, im Osten der Türkei etwas niedriger.

## Lebensweise
Die Falter treten abhängig von der Höhenlage vermutlich in zwei Generationen pro Jahr zwischen Ende April und Anfang Juli sowie Juli bis September auf. Die Weibchen legen ihre Eier direkt an den ungeöffneten Blüten und Samenkapseln der Raupennahrungspflanzen ab. Anfangs fressen die Raupen vor allem die Pollensäcke der Blüten und sitzen häufig auf den Staubblättern in den Blüten. Mit zunehmendem Wachstum werden alle Teile der Blüten, einschließlich der unreifen Samenanlagen gefressen. Größere Raupen fressen offen auf den hohen Blüten sitzend, wobei sich hastige Fressphasen mit langen Ruhephasen in der Sonne abwechseln. Die Raupen kann man vor allem im Mai, Juni, August und September antreffen. Sie ernähren sich vor allem von Steppenkerzen (Eremurus), insbesondere von Eremurus anigapterus, Eremurus ambigens, Eremurus olgae und in Afghanistan auch Eremurus stenophyllus. Diese Präferenz wirft allerdings eine Frage auf. Wenn die Raupen der Art sich von Steppenkerzen ernähren, könnte sich keine zweite Generation entwickeln, da Steppenkerzen nur im Frühjahr blühen. Da man Falter aber auch im August und September antrifft, handelt es sich dabei entweder um eine Generation, die keine Gelegenheit zur Reproduktion besitzt, oder es handelt sich um Vertreter einer sehr späten Frühjahrsbrut. Denkbar ist allerdings auch, dass die Raupen sich im Herbst von anderen Arten der Affodillgewächse (Asphodelaceae), wie etwa Drimia-Arten ernähren, die im Herbst blühen. Seltener findet man die Raupen allerdings auch an Affodill (Asphodelus) und Junkerlilien (Asphodeline). In der Aufzucht kann man sie auch an Fackellilien (Kniphofia) und manchmal an Epilobium angustifolium ernähren. Sie verpuppen sich in einem locker gesponnenen, netzartigen Kokon zwischen Pflanzenteilen am Boden. Die Puppe überwintert. Parasitoide, die die Art befallen, sind unbekannt.

## Belege